# 柳湖公园
柳湖公园，位于中国甘肃省平凉市东郊的一座建筑，其历史可追溯至宋神熙元年（即公元1068年）。时任渭州（即现平凉即周边县城）知府蔡挺引暖泉而成湖，并造避暑阁及柳湖亭。至明嘉靖年间，明韩王将其占位自己私家园林，明武宗朱厚照赐“崇文书院”，并多次扩建以供王室子弟读书此为柳湖公园鼎盛规模。清乾隆年间，改“崇文书院”为“百泉书院”，后又改为“高山书院”，增建众石桥及南北学舍。清同治年间，柳湖公园毁于回族暴动。至光绪年间，陕甘总督左宗棠修复柳湖公园，并始赋名曰“柳湖书院”。
柳湖景色
平凉虽处陇地，然置身于柳湖公园则似入江浙绿地，夏蕴冬藏，颇有“沾衣欲湿杏花雨，吹面不寒杨柳风”之舒爽感。